# Privatbrennerei Sonnenschein

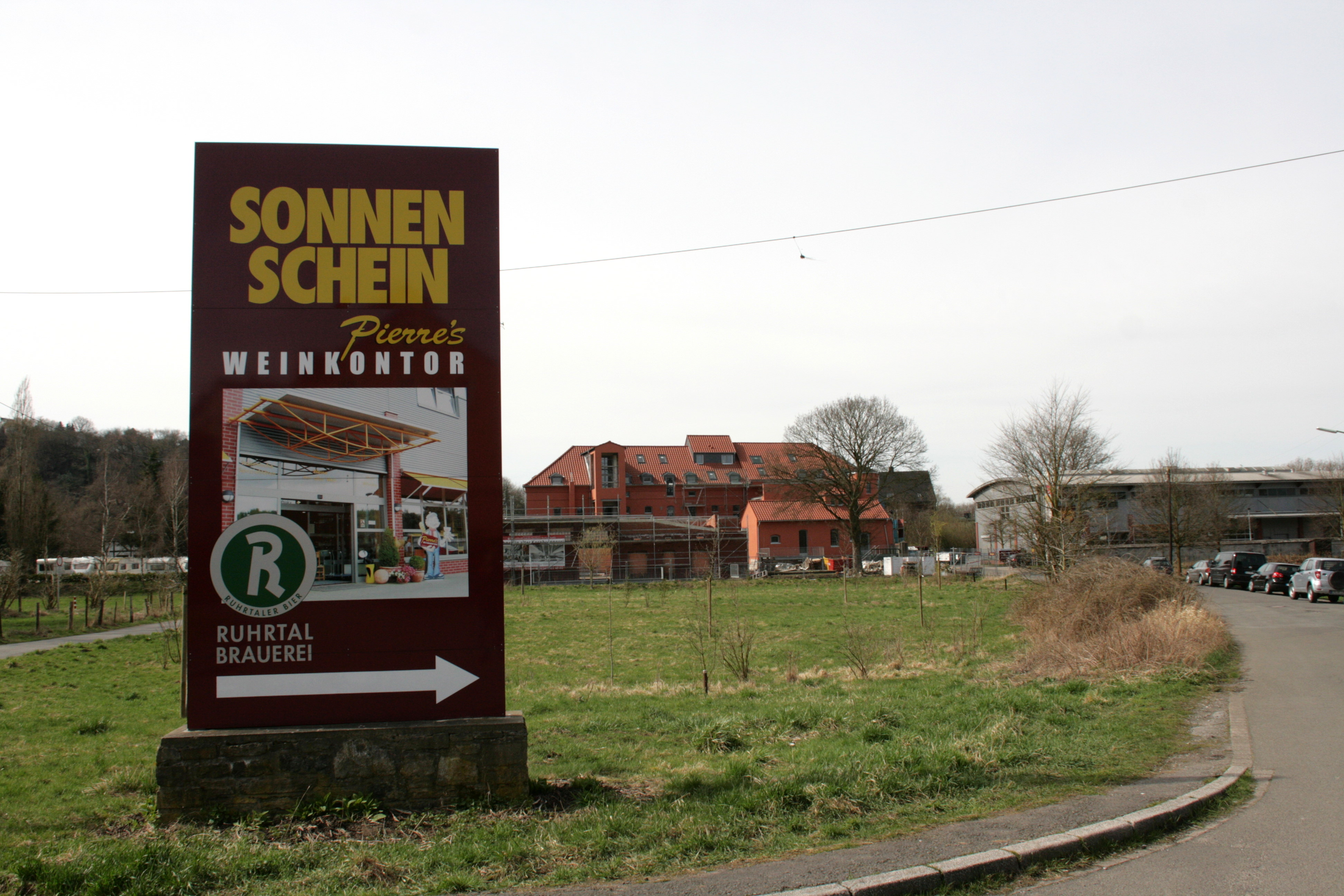
Alt- und Neubau am Alten Fährweg

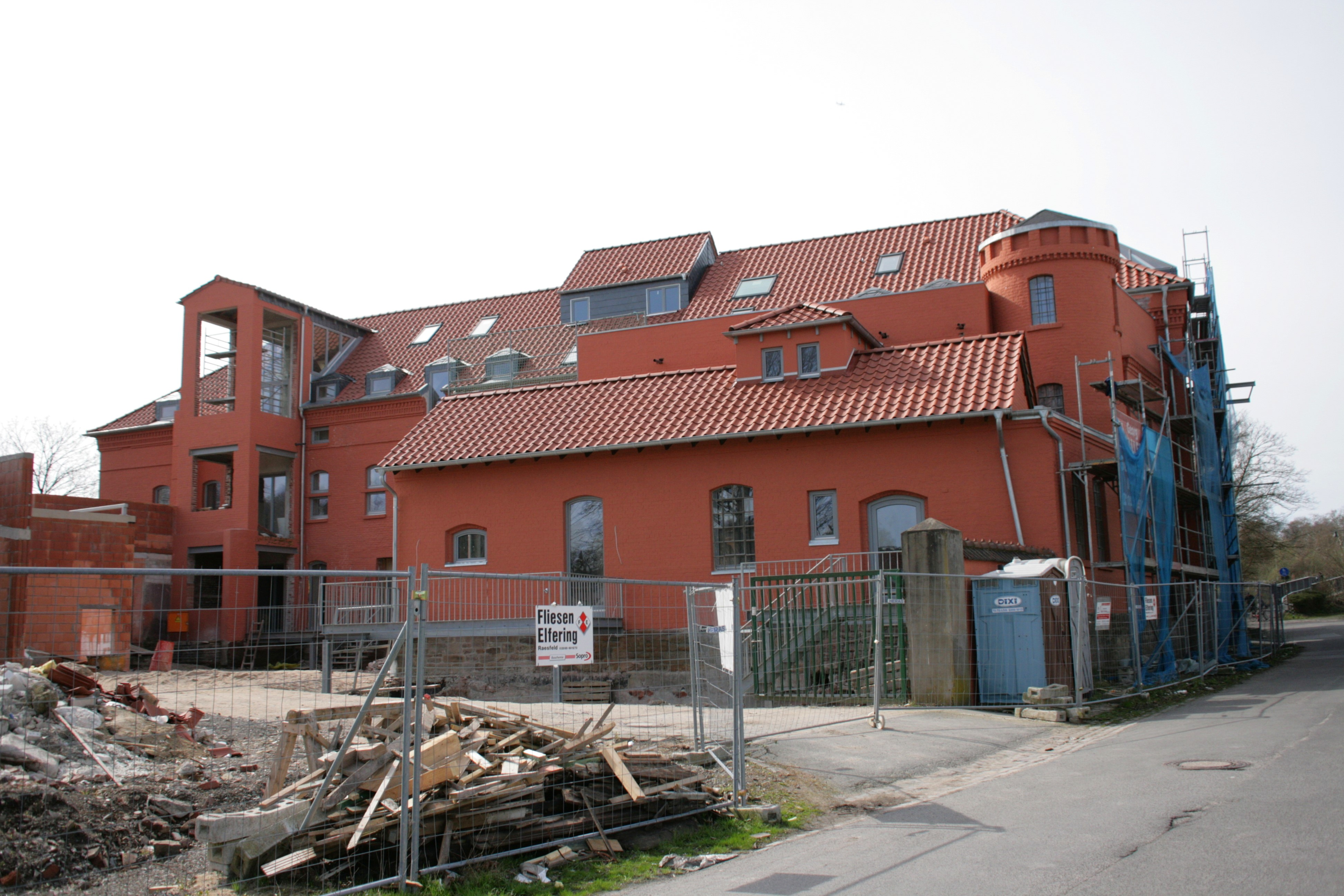
Im Umbau befindlicher Altbau von 1828

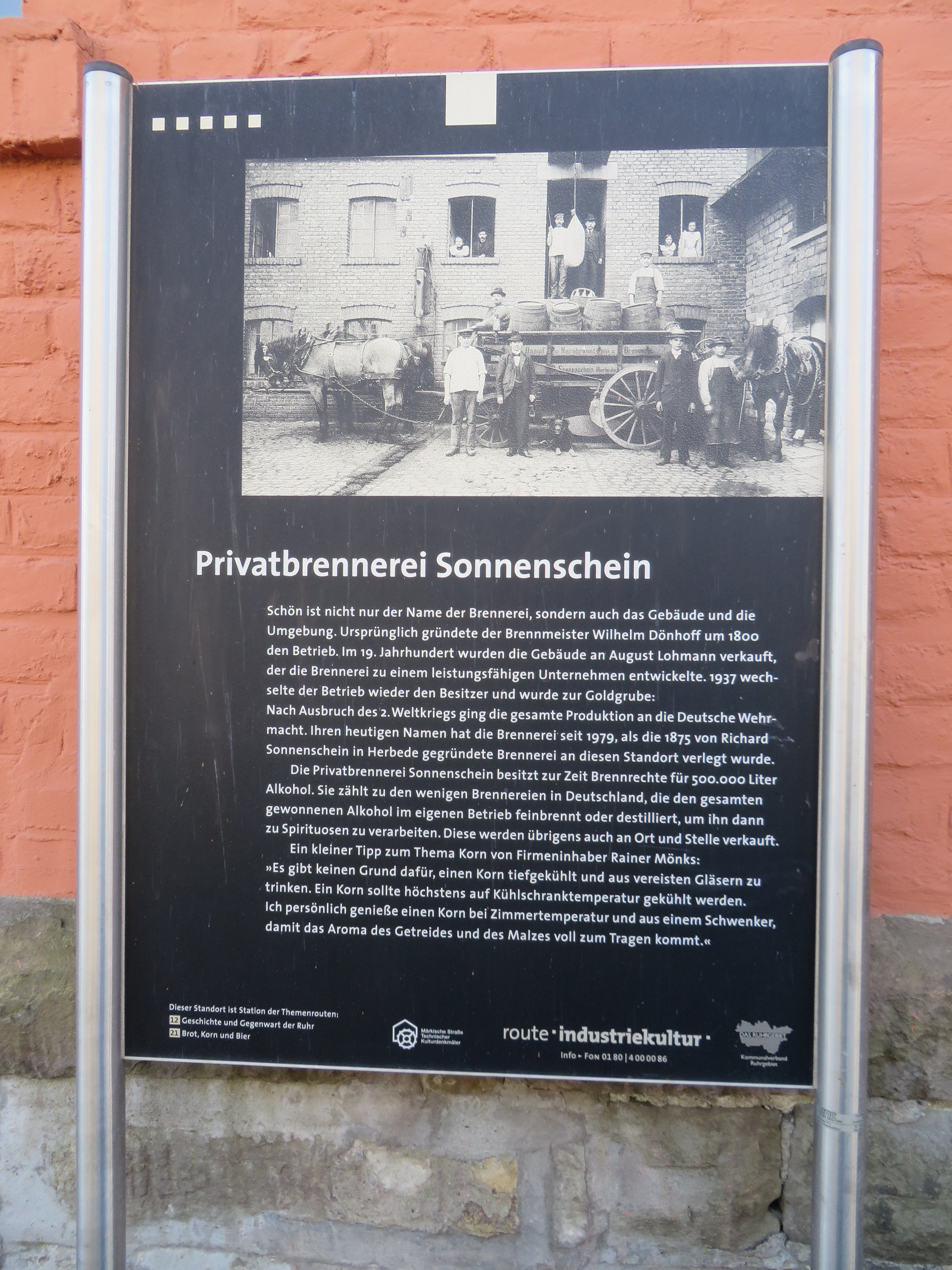
Infotafel der Route der Industriekultur

Die Privatbrennerei Sonnenschein ist ein ehemaliges Spirituosenunternehmen in Witten-Heven und Teil kulturhistorischer Themenrouten.

## Standort
Um 1800 gründete der Brennmeister Wilhelm Dönhoff den ersten Brennereibetrieb in Heven nahe der Ruhr, er ließ den heute noch vorhandenen Backsteinbau mit verziertem Torbogen errichten. Im 19. Jahrhundert übernahm August Lohmann die Brennerei und baute sie weiter aus. 1937 übernahm Wittenborg die Firma. Im Zweiten Weltkrieg war die deutsche Wehrmacht der Hauptabnehmer, was die Produktionsmengen steigerte. 1957 wurde die Firma an die B. Schmücking GmbH verkauft. 1978 übernahm schließlich die Privatbrennerei Sonnenschein GmbH den Standort, sie modernisierte den Brennereibetrieb, erweiterte die Produktpalette und errichtete den modernen Neubau auf der gegenüberliegenden Straßenseite. Im Jahr 2000 wurde, nach Auflösung des Branntweinmonopols, die eigentliche Brennerei geschlossen. 2007 wurde das historische Gebäude zu einer Wohnanlage umgebaut.

## Familienunternehmen
Die Privatbrennerei Sonnenschein stammt ursprünglich aus Witten-Herbede. Sie wurde 1875 von Richard Sonnenschein gegründet und wird inzwischen in vierter Familiengeneration vom Urenkel Rainer Mönks geführt. Die Räumlichkeiten in Heven hatte die Firma gekauft, weil es an ihrem alteingesessenen Standort keine Erweiterungsmöglichkeiten gab.
Nach eigenen Angaben bietet die Firma zirka 1000 Produkte aus den Bereichen Wein, Öle, Getreide- und Obstbrände, Likörspezialitäten, Whisky, Wodka und Cognac an. Dazu kommen Präsente, Wein- und Whiskeyseminare und -proben. Außer der Spirituosenhandlung wird ein Weinkontor und seit 2008 eine kleine Brauerei als Fortsetzung der 1920 geschlossenen „Ruhrtal-Brauerei“ betrieben.

## Verkauf und Insolvenz
Im Jahr 2016 verkaufte Rainer Mönks die Firma nach über 40 Jahren als Geschäftsführer, da sich in der Familie kein Nachfolger fand. Fortan führte Marcus Schoebel die Geschäfte als neuer Eigentümer.
Im Jahr 2025, 150 Jahre nach der Gründung musste die Privatbrennerei Sonnenschein Insolvenz anmelden. Da Rezept und die Markenrechte für ihr bekanntestes Produkt, den "Herbeder Tropfen" hat Schoebel zuvor an die Firma Krugmann aus Meinerzhagen verkauft, die den Kräuterlikör weiter produziert und vertreibt.